# Liposthenes kerneri
Liposthenes kerneri är en stekelart som först beskrevs av Wachtl 1891.  Liposthenes kerneri ingår i släktet Liposthenes och familjen gallsteklar. Inga underarter finns listade i Catalogue of Life.